# Robert Morley
Robert Adolph Wilton Morley (ur. 26 maja 1908 w Semley, zm. 3 czerwca 1992 w Reading) – brytyjski aktor sceniczny, filmowy i telewizyjny, nominowany do Oscara za rolę drugoplanową w filmie Maria Antonina.

## Wybrana filmografia
- 1935: Scrooge jako bogacz (niewymieniony w czołówce)
- 1938: Maria Antonina jako Ludwik XVI
- 1951: Afrykańska królowa jako Samuel Sayer
- 1953: Pobij diabła jako Peterson
- 1956: W 80 dni dookoła świata jako Gauthier Ralph
- 1959: Alfred Hitchcock przedstawia serial (sezon 5 odc. 12) jako pan Laffler
- 1962: Droga do Hong Kongu jako Przywódca „Trzeciej Siły”
- 1964: Topkapi jako Cedric Page
- 1965: Dżingis chan jako władca Chin
- 1965: Ci wspaniali mężczyźni w swych latających maszynach jako lord Rawnsley
- 1966: Hotel Paradiso jako Henri Cotte
- 1970: Cromwell jako hrabia Manchester
- 1976: Błękitny ptak jako Ojciec Czas
- 1978: Kto wykańcza europejską kuchnię? jako Maximillian Vandeveer
- 1979: Łowcy rupieci jako Bernstein
- 1981: Muppety na tropie jako brytyjski dżentelmen
- 1985: Alicja w Krainie Czarów jako król kier
- 1988: Mała Dorrit jako lord Decimus Barnacle
- 1988-1989: Wojna i pamięć (miniserial) jako Alistair Tudsbury